# Cantate (film)
Pour plus de détails, voir Fiche technique et Distribution.
Cantate (titre original : Oldás és kötés) est un film hongrois réalisé par Miklós Jancsó, sorti en 1963.

## Synopsis
Un jeune médecin, Ambrus, travaillant dans une clinique à Budapest, traverse une crise existentielle. Il finit par fuir les mondanités et se rend à la campagne pour revoir son vieux père et tenter de se ressourcer.

## Fiche technique
- Titre original : Oldás és kötés
- Titre français : Cantate
- Réalisation : Miklós Jancsó
- Scénario : Miklós Jancsó, Gyula Hernádi d'après József Lengyel
- Musique : Bálint Sárosi, Béla Bartók
- Pays de production :  Hongrie
- Langue originale : hongrois
- Format : Noir et blanc - 35 mm - 1,37:1 - Mono
- Genre : Film dramatique
- Durée : 94 minutes
- Dates de sortie : 
  - Hongrie : 28 février 1963
  - France : 11 septembre 1964

## Distribution
- Zoltán Latinovits : Dr Ambrus Járom
- Andor Ajtay : professeur Ádámfy
- Béla Barsi : le père d'Ambrus
- Miklós Szakáts : Docens
- Gyula Bodrogi : Kiss Gyula
- Edit Domján : Márta, la fiancée d'Ambrus
- Mária Medgyesi : Eta
- Gyöngyvér Demjén : la jeune fille

## Autour du film
- Dans la scène où Ambrus conduit de nuit sous la pluie, on peut entendre dans l'autoradio la voix de Béla Bartók racontant l'histoire de son œuvre Cantata profana (Les Neuf Cerfs enchantés).